# Liste der Nummer-eins-Hits in Belgien (1986)
Diese Liste enthält alle Nummer-eins-Hits in Belgien im Jahr 1986. Es gab in diesem Jahr 18 Nummer-eins-Singles.
| Singles |
| --- |
| - Elton John – Nikita - 8 Wochen (21. Dezember 1985 – 14. Februar 1986) - Alisha – Baby Talk - 1 Woche (15. Februar – 21. Februar) - James Brown – Living in America - 2 Wochen (22. Februar – 7. März) - Survivor – Burning Heart - 2 Wochen (8. März – 21. März) - Billy Ocean – When the Going Gets Tough, the Tough Get Going - 1 Woche (22. März – 28. März) - Cock Robin – The Promise You Made - 6 Wochen (29. März – 9. Mai) - Cliff Richard & The Young Ones – Living Doll - 2 Wochen (10. Mai – 23. Mai) - Sandra Kim – J'aime la vie - 5 Wochen (24. Mai – 27. Juni, insgesamt 8 Wochen) - Sam Cooke – Wonderful World - 1 Woche (28. Juni – 4. Juli) - Sandra Kim – J'aime la vie - 3 Wochen (5. Juli – 25. Juli, insgesamt 8 Wochen) - Wham! – The Edge of Heaven - 2 Wochen (26. Juli – 8. August) - Madonna – Papa Don’t Preach - 2 Wochen (9. August – 22. August) - MC Miker G & Deejay Sven – Holiday Rap - 2 Wochen (23. August – 5. September) - Matia Bazar – Ti sento - 1 Woche (6. September – 12. September, insgesamt 2 Wochen) - Chris de Burgh – Lady in Red - 1 Woche (13. September – 19. September, insgesamt 3 Wochen) - Matia Bazar – Ti sento - 1 Woche (20. September – 26. September, insgesamt 2 Wochen) - Chris de Burgh – Lady in Red - 2 Wochen (27. September – 10. Oktober, insgesamt 3 Wochen) - Europe – The Final Countdown - 3 Wochen (11. Oktober – 31. Oktober) - Berlin – Take My Breath Away - 2 Wochen (1. November – 14. November) - The Communards – Don’t Leave Me This Way - 6 Wochen (15. November – 26. Dezember) - The Bangles – Walk Like an Egyptian - 2 Wochen (27. Dezember 1986 – 9. Januar 1987, insgesamt 3 Wochen; siehe 1987) |

Siehe auch: Nummer-eins-Hits 1986 in  Australien, Dänemark, Deutschland, Finnland, Frankreich, Irland, Italien, Japan, Kanada, Neuseeland, den Niederlanden, Norwegen, Österreich, Schweden, der Schweiz, Spanien, den Vereinigten Staaten und im Vereinigten Königreich.